# Пахуља (сленг)
Пахуља је погрдни жаргонски израз за појединца. Израз имплицира да особа има надуван осећај посебности, неоправдано осећање припадајућег права, или да је претерано емоционалан, лако се вређа и не може да се носи са супротним мишљењима. Термин је постао популаран 2010-их. Уобичајене употребе укључују изразе „посебна пахуља“, „пахуља генерације“ и „пахуља“ као политизовану увреду. У прошлости је имао различита значења и односио се на белце.

## Порекло алегоријског значења
У народу се верује да свака пахуља има јединствену структуру. Већина употреба речи „пахуља“ упућује на физичке квалитете пахуљица, као што је њихова јединствена структура или крхкост, док се мањина употреба односи на белу боју снега.

## Употреба

### Међурасни односи
Током 1860-их "пахуљу" су користили аболиционисти у Мисурију за означавање оних који су се противили укидању ропства. Термин се односио на боју снега, који се односио на вредновање белаца у односу на црнце. Сматра се да се ова употреба није проширила даље од државе Мисури 1800-их.
Током 1970-их, према Гриновом речнику сленга, пахуљица је коришћена да опише „белу особу или црну особу за коју се сматрало да се понаша превише као белац“.

### Пежоративне референце
Чак Поланик се често наводи као заслужан за настанак модерне пежоративне употребе „пахуље“ у свом роману Клуб бораца из 1996. године, који садржи цитат: „Ти ниси посебан, ти ниси лепа и јединствена пахуља“. Филмска адаптација из 1999. такође укључује овај цитат. У кратком есеју за Entertainment Weekly, Поланик је касније појаснио да док је писао роман 1994. није намеравао да „пахуља“ буде увреда, и рекао да то нема никакве везе са крхкошћу или осетљивошћу. Уместо тога, свесно је реаговао против сталних похвала на које је наилазио у образовном систему, за које је рекао да га је учинило „идиотом“ и лоше га припремиле за свет. Рекао је да је „живот неискрених, јединствених похвала спречио већину мојих вршњака да се труде да остваре било какав стварни тријумф, и стога нисмо имали унутрашњи осећај способности или потенцијала. Метафора је позитивно коришћена код ученика како би се прославила њихова индивидуалност (и тимски рад).
Након филма Борилачки клуб, термини "посебна пахуља" и " специјални синдром пахуље" примењени су на појединце са негативном конотацијом. Оваква терминологија се односи на људе који верују да њихов статус јединствене личности значи да су предодређени за велики успех, или заслужују посебну каријеру, уз обилне похвале и дивљење. Према речнику Меријам-Вебстер, током 2000-их пахуља се односила „углавном на миленијалце који су наводно били превише убеђени у свој статус посебних и јединствених људи да би могли (или им је то сметало) да се носе са свакоденвним искушењима и мукама редовног одраслог живота“.

### Генерација пахуљице“: упућивање на повећану осетљивост
Израз „ Генерација пахуљица “ или „ Генерација пахуља“ популаризирала је књига Клер Фокс из 2016. I Find That Offensive!. Књига говори о сукобу на Универзитету Јејл 2015. између студената универзитета и директора факултета, Николаса А. Кристакиса, који је снимљен и постављен на ЈуТуб. Видео је забележио неслагање у вези са костимима за Ноћ вештица и степеном до којег Универзитет Јејл треба да интервенише око костима који се могу схватити као културно присвајање. Фокс је описао видео као који приказује: „вриштећу, готово хистеричну гомилу студената” и да је реакција на вирални видео довела до омаловажавајућег назива „пахуља генерације” за студенте.
Термин „генерација пахуља“ је била једна од речи Collins English Dictionary за 2016. годину. Collins дефинише термин као „млади одрасли из 2010-их, на које се гледало као на мање отпорне и склоније увредама од претходних генерација“.

### Политизација
Након резултата референдума у корист Брегзита у Великој Британији и избора Доналда Трампа за 45. председника САД, „снежна пахуља генерације“ је често скраћена на једноставно „пахуља“ и постала је политизована увреда. У чланку Гардијан  из новембра 2016. коментарише се: „До недавно, називати некога пахуљом би укључивало реч „генерација“.
Пахуљицу као политизовану увреду типично користе они на политичкој десници да увреде оне на политичкој левици. У чланку из Лос Анђелес Тајмса, Џесика Рој каже да алтернативна-десница у Сједињеним Државама пежоративно описује већину либерала и оне који протестују против Доналда Трампа као „пахуље“. У чланку Think Progress из 2017. коментарише се: „Увреда се проширила не само на младе, већ и на либерале свих узраста; постао је изабрани епитет за десничаре за бацити на свакога ко би могао бити оптужен да се превише лако увреди. којима су потребни 'сигурни простори, који су превише крхки'". Џонатон Грин, уредник Гриновог речника сленга, истиче да је пахуља необична увреда јер некога назива слабим и крхким без употребе мизогиниих или хомофобичних референци.
Шесли Хаслам-Ормерод, виши предавач на теме менталног здравља и благостања на Универзитету Еџ Хил, оштро је критиковала употребу овог термина, тврдећи у The Conversation (website) да стигматизује изазове менталног здравља са којима се суочавају данашњи млади људи у неизвесном свету и напомињући да чак и деца млађи од 10 година неправедно су означени као „пахуље“ у таблоидним чланцима.
У 2017, америчка маркетиншка компанија направила је „пахуља тест” који ће се користити у процесу запошљавања како би се „елиминисали преосетљиви, либерални кандидати које је превише лако увредити”. Многа питања су осмишљена да би се проценио став кандидата о Америци, полицији и оружју. Међутим, психолог и академик са Манчестерске пословне школе на Универзитету у Манчестеру, Кери Купер сугерише да је то лоша стратегија за привлачење талентованих млађих радника.
„Брофлајк“ (од „ бро “ и „пахуља“) је сродан погрдни израз који Оксфордски речници дефинишу као „човека који је лако узнемирен или увређен прогресивним ставовима који су у супротности са његовим конвенционалнијим или конзервативнијим ставовима“. Такође се примењује и на жене, у општијем смислу за некога ко тврди да се не може лако увредити, али често јесте.